# Каникулы любви (песня)
«Кани́кулы любви́» (Koi-no Bakansu (яп. 恋のバカンス); англ. Love Vacation) — песня японского поп-дуэта The Peanuts (яп. ザ・ピーナッツ), вышедшая в 1963 году и получившая международную известность. Авторы песни — Хироси Миягава (宮川泰, музыка) и Токико Иватани (岩谷時子, текст).
Уже в 1964 году она была издана в СССР Всесоюзной студией грамзаписи «Мелодия» на третьей части сборника «Музыкальный калейдоскоп» (гранд, Д—14651-2) и пользовалась большим успехом.
В 1965 году мелодия песни прозвучала в фильме «Иностранка» в исполнении духового оркестра.
Вскоре поэт Леонид Дербенёв сочинил для неё русский текст («У мо́ря, у си́него мо́ря»), и в таком виде она прозвучала в фильме «Нежность» (1966, режиссёр Эльёр Ишмухамедов), после чего песня завоевала всесоюзную популярность, став одним из «документов эпохи» 1960-х гг. и получив название «Каникулы любви». В том же году она прозвучала в исполнении Нины Пантелеевой под названием «Песня о счастливой любви» (миньон, Д—00015983-4). В советских фильмах «Ошибка резидента» (1968 год) и «Судьба резидента» (1970 год) отрывок из песни «Каникулы любви» использован в качестве радиопозывных зарубежного разведцентра неназванной страны (вероятно ФРГ). В 1988 году группа «Мистер Твистер» записала свою версию песни для дебютного альбома.

## Фрагмент текста
| Японский текст | Транскрипция | Ромадзи | Перевод |
| --- | --- | --- | --- |
| 陽にやけたほほよせて 囁いた約束は 二人だけの秘ごと ためいきが出ちゃう あゝ恋のよろこびに バラ色の月日よ はじめてあなたを見た 恋のバカンス | Хи-ни якэта хохо ёсэтэ Сасаяита якусоку ва Футари дакэ-но химэгото Тамэики-га дэтяу Аа кои-но ёрокоби-ни Бараиро-но цукихи ё Хадзимэтэ аната-о мита Кои-но бакансу | hi ni yaketa hoho yosete sasayaita yakusoku wa futari dake no himegoto tameiki ga dechau aa koi no yorokobi ni barairo no tsukihi yo hajimete anata wo mita koi no bakansu | Прижимаясь загорелыми щеками, Мы прошептали обещание Это тайна между нами двоими Вздох срывается с моих губ Ах, к любовной радости Розовый день Когда я впервые увидела тебя Каникулы любвиПолный перевод: Твоего поцелуя достаточно, Чтобы заставить меня вздыхать Сердце девичье Грезит о сладкой любви На сверкающем зо́лотом Горячем песке Давай ласкаться обнаженными телами Словно русалки Припев: Прижимаясь загорелыми щеками, Мы прошептали обещание Это тайна между нами двоими Вздох срывается с моих губ Ах, к любовной радости Розовый день Когда я впервые увидела тебя Каникулы любви Повтор припева |

## Версия группы W
В 2004 году песню выпустила как сингл японская группа W (дуэт Ай Каго и Нодзоми Цудзи, девушек-идолов из проекта Hello! Project). Их версия достигла 10 места в японском национальном чарте, публикуемом компанией Oricon.

## Другие кавер-версии

### На японском языке
- ORIGA (Ольга Яковлева) («All about ORIGA 1994—2014» посмертный альбом, изданный в 2015 году)
- Кавер-версия дуэта Charan-Po-Rantan
- Группа Колибри (концерт в Северодвинске, 13.01.1993)

### На русском языке
- Нина Пантелеева
- Венера Майсурадзе
- Мистер Твистер
- Владимир Маркин
- Леонид Агутин (в «Старых песнях о главном — 2», 1996)
- Мария Пахоменко
- Gagarin Brothers
- ВИА Юность (п/у Вадима Зайдина)
- Трио Marshmallows

## В фильмах
- 1966 — «Нежность» (режиссёр — Эльёр Ишмухамедов)
- 1967 — «Зареченские женихи» (режиссёр — Леонид Миллионщиков)
- 1979 — «Жил-был настройщик» (режиссёр — Владимир Алеников)
- 1989 — «Чёрный кот» (музыкальный телефильм), исполняет Мария Тхоржевская
- 1991 — «Не будите спящую собаку» (режиссёр — Анатолий Бобровский)
- 2017 — «Карп отмороженный» (режиссёр — Владимир Котт)